# Landkreis Wesermarsch
Wesermarsch er en  landkreis i den nordlige del af tyske delstat Niedersachsen med administrationen beliggende i byen Brake, mens den største by er Nordenham.

## Geografi
Wesermarsch ligger på den  [Nordtyske Slette].  Landskabet Wesermarsken falder stort set  sammen med Landkreisen men er større end denne. Den fremherskende landskabstype er marsken og to tredjedele ligger under vandspejlet i floderne, og beskyttes af diger. Disse beskytter hele landkreisen for vandet fra Weser, Nordsøen og Jadebusen. Mod vest støder marsken op til Gesten. Hele landkreisen gennemskæres af omfangsrige afvandingskanaler.
Floden Hunte gennemløber fra Oldenburg landkreisen og munder ved Elsfleth ud i Weser. Ved udmundingen  ligger Huntesperrwerk, som er et anlæg til at beskytte mod højvande.

## Byer og kommuner
Landkreisen havde 88624  indbyggere pr.  2018-12-31

Kommuner
1. Berne (6831 )
2. Brake (Unterweser), administrationsby (14965 )
3. Butjadingen [adm: Burhave] (6024 )
4. Elsfleth, by (9105 )
5. Jade (5805 )
6. Lemwerder (7014 )
7. Nordenham, by og kommune  (26193)
8. Ovelgönne [adm: Oldenbrok-Mittelort] (5259 )
9. Stadland [adm: Rodenkirchen] (7428)